# Liste der Monuments historiques in Aignay-le-Duc
Die Liste der Monuments historiques in Aignay-le-Duc führt die Monuments historiques in der französischen Gemeinde Aignay-le-Duc auf.

## Liste der Immobilien
| Bezeichnung                       | Beschreibung                    | Standort                  | Kennzeichnung | Schutzstatus | Datum | Bild           |
| --------------------------------- | ------------------------------- | ------------------------- | ------------- | ------------ | ----- | -------------- |
| Kirche Saint-Pierre-et-Saint-Paul | aus dem 12. und 13. Jahrhundert | Place de la Mairie (Lage) | PA00112051    | Classé       | 1862  | weitere Bilder |

## Liste der Objekte
| Bezeichnung     | Beschreibung                                                 | Standort                                        | Kennzeichnung | Schutzstatus | Datum | Bild           |
| --------------- | ------------------------------------------------------------ | ----------------------------------------------- | ------------- | ------------ | ----- | -------------- |
| Glocke          | Bronze, 1790 gegossen                                        | in der Kirche Saint-Pierre-et-Saint-Paul (Lage) | PM21000009    | Classé       | 1943  |                |
| Armreliquiar    | Holz, farbig gefasst, um 1500                                | in der Kirche Saint-Pierre-et-Saint-Paul (Lage) | PM21004085    | Inscrit      | 1994  |                |
| Passionsretabel | Stein, farbig gefasst und vergoldet, 16. und 17. Jahrhundert | in der Kirche Saint-Pierre-et-Saint-Paul (Lage) | PM21000008    | Classé       | 1902  | weitere Bilder |